# Wilcox Lake Wild Forest
La Wilcox Lake Wild Forest est une réserve forestière américaine située dans les comtés de Fulton, Hamilton, Saratoga et Warren, dans l'État de New York. Elle fait partie du parc Adirondack, dans les Adirondacks.